# 热尔曼·夏尔丹
热尔曼·夏尔丹（法語：Germain Chardin，1983年5月15日—），法国男子赛艇运动员。他曾代表法国参加2008年、2012年和2016年夏季奥林匹克运动会赛艇比赛，共获得一枚银牌和一枚铜牌。